# Кипр на зимних Олимпийских играх 1980
Кипр принимал участие в Зимних Олимпийских играх 1980 года в Лейк-Плэсиде (США) впервые в истории, но не завоевал ни одной медали. Страну представляли 3 горнолыжника (2 мужчин и 1 женщина).

## Результаты соревнований

### Горнолыжный спорт
Мужчины
| Соревнование      | Спортсмены           | 1 спуск | 1 спуск | 2 спуск | 2 спуск | Всего   | Место | Отставание |
| Соревнование      | Спортсмены           | Время   | Место   | Время   | Место   | Всего   | Место | Отставание |
| ----------------- | -------------------- | ------- | ------- | ------- | ------- | ------- | ----- | ---------- |
| Гигантский слалом | Филиппос Ксенофонтос | 1:49,52 | 63      | 1:48,57 | 53      | 3:38,09 | 54    | +57,35     |
| Гигантский слалом | Андреас Пилавакис    | 1:44,92 | 62      | 1:51,89 | DSQ     | DSQ     | DSQ   | DSQ        |
| Слалом            | Филиппос Ксенофонтос | 1:25,19 | 41      | 1:18,97 | 36      | 2:44,16 | 36    | +59,90     |
| Слалом            | Андреас Пилавакис    | 1:30,64 | 42      | 1:23,78 | 37      | 2:54,42 | 37    | +1:10,16   |

Женщины
| Соревнование      | Спортсменка     | 1 спуск | 1 спуск | 2 спуск | 2 спуск | Всего   | Место | Отставание |
| Соревнование      | Спортсменка     | Время   | Место   | Время   | Место   | Всего   | Место | Отставание |
| ----------------- | --------------- | ------- | ------- | ------- | ------- | ------- | ----- | ---------- |
| Гигантский слалом | Лина Аристодиму | 1:39,78 | 40      | 1:57,07 | 33      | 3:36,85 | 33    | +55,19     |
| Слалом            | Лина Аристодиму | DNF     | DNF     | DNF     | DNF     | DNF     | DNF   | DNF        |